# Xã hội tiện nghi
Ở Anh và xứ Wales, một xã hội tiện nghi là một tổ chức nhằm giám sát việc lập kế hoạch và phát triển trong một khu vực bảo tồn hoặc các khu vực nhạy cảm khác.

## Cơ quan xã hội tiện nghi quốc gia
Xã hội tiện nghi quốc gia bảo tồn nghệ thuật và kiến trúc lịch sử và hoạt động ở cấp quốc gia. Ở Anh, sáu xã hội chính là những chuyên gia tư vấn theo luật định về việc thay đổi các tòa nhà được liệt kê và theo luật phải được thông báo về bất kỳ công việc nào đối với một tòa nhà được liệt kê có liên quan đến bất kỳ yếu tố gây phá hủy nào. Những công ty này là:
- Hiệp hội bảo vệ các tòa nhà cổ
- Hội di tích cổ
- Hội đồng khảo cổ học Anh
- Tập đoàn Georgia, liên quan đến các tòa nhà và cảnh quan được quy hoạch có từ năm 1700 đến 1840
- Hiệp hội Victoria, liên quan đến các tòa nhà được xây dựng từ năm 1837 đến 1914 (cũng bao gồm kiến trúc Edwardian)
- Hiệp hội thế kỷ 20, liên quan đến các tòa nhà có từ năm 1914 trở đi

## Xã hội tiện nghi địa phương

### Thành phố Westminster
Tại thành phố Westminster, xã hội tiện nghi là một cơ quan pháp luật về kế hoạch hóa các vấn đề bao gồm lập kế hoạch và niêm yết xây dựng các ứng dụng trong khu vực của họ. Các xã hội tiện nghi được công nhận ở Westminster bao gồm Hiệp hội Marylebone, Hội Westminster, Hội cư dân Mayfair và St James, Hội Bỉravia và Hội Soho.